# Pontonema papilliferum
Pontonema papilliferum is een rondwormensoort uit de familie van de Oncholaimidae. De wetenschappelijke naam van de soort is voor het eerst geldig gepubliceerd in 1916 door Filipjev.